# Fredy Valencia
Fredy Alexander Valencia (n. Bello, Colombia; 16 de agosto de 2001) es un futbolista colombiano. Juega de mediocampista y su equipo actual es el Deportes Quindío de la Categoría Primera B de Colombia.

## Trayectoria
Fredy Alexander Valencia Ramos, nacido el 16 de agosto de 2001 en Bello, Colombia, es un futbolista que se desempeña como centrocampista defensivo. Inició su carrera en las divisiones juveniles del Boca Juniors de Cali, donde jugó hasta 2020, acumulando 44 partidos y anotando un gol. 
En 2020, Valencia fue transferido al LASK de Austria. Durante su tiempo en Europa, fue cedido al FC Juniors OÖ, equipo de la 2. Liga austriaca, donde disputó 43 encuentros sin marcar goles. Con el primer equipo del LASK, tuvo una única aparición en la Bundesliga austriaca.
En abril de 2023, regresó a Colombia para unirse al Deportes Quindío de la Categoría Primera B de Colombia. Jugó en 34 partidos y anotó cuatro goles en la temporada 2024.

## Estadísticas

### Clubes
| Club                 | Temporada     | Liga                | Liga        | Liga  | Copa        | Copa  | Otro        | Otro  | Total       | Total |
| Club                 | Temporada     | Division            | Apariciones | Goles | Apariciones | Goles | Apariciones | Goles | Apariciones | Goles |
| -------------------- | ------------- | ------------------- | ----------- | ----- | ----------- | ----- | ----------- | ----- | ----------- | ----- |
| Boca Juniors de Cali | 2018          | Categoría Primera B | 13          | 0     | 4           | 0     | 0           | 0     | 17          | 0     |
| Boca Juniors de Cali | 2019          | Categoría Primera B | 25          | 1     | 4           | 0     | 0           | 0     | 29          | 1     |
| Boca Juniors de Cali | 2020          | Categoría Primera B | 6           | 0     | 1           | 0     | 0           | 0     | 7           | 0     |
| Boca Juniors de Cali | Total         | Total               | 44          | 1     | 9           | 0     | 0           | 0     | 53          | 1     |
| LASK                 | 2020–21       | Austrian Bundesliga | 0           | 0     | 0           | 0     | 0           | 0     | 0           | 0     |
| Juniors OÖ (loan)    | 2020–21       | 2. Liga             | 2           | 0     | 0           | 0     | 0           | 0     | 2           | 0     |
| Total carrera        | Total carrera | Total carrera       | 46          | 1     | 9           | 0     | 0           | 0     | 55          | 1     |